# Halecium magellanicum
Halecium magellanicum är en nässeldjursart som beskrevs av Gustav Hartlaub 1905. Halecium magellanicum ingår i släktet Halecium och familjen Haleciidae. Inga underarter finns listade i Catalogue of Life.